# Delta Capricorni
Désignations
Delta Capricorni (δ Cap / δ Capricorni), également nommée Deneb Algedi, est une étoile binaire située à 38,7 années-lumière dans la constellation du Capricorne. C'est l'étoile la plus brillante de la constellation avec une magnitude apparente combinée de +2,83. 

## Nomenclature
δ Capricorni, latinisé en Delta Capricorni, est la désignation de Bayer de l'étoile. Elle porte également la désignation de Flamsteed de 49 Capricorni.
Deneb Algedi est le nom propre aujourd’hui approuvé de l'étoile par l’Union astronomique internationale (UAI). Ce nom vient de l’arabe ذنب الجدي Ḏanab al-Ğady, « la Queue du Chevreau », donné à cette étoile dans le cadre du ciel gréco-arabe, c’est-à-dire le ciel formaté par les Grecs dont ont hérité les astronomes arabes au IXe siècle. Du fait qu’il figure sur l’astrolabe pour δ Cap, il est passé dès l’an mil dans les traités latins notamment sous la forme Denebaliedi. 
Transféré au Moyen Âge sur γ Cap dans les Tables alphonsines, ce que l’on retrouve dans l’Uranometria de Johann Bayer (1603), il est revenu sur l’étoile δ Cap grâce à sa traduction du یجِ سلطانی Zīğ-i Sulṭānī ou « Tables sultaniennes » d’Uluġ Bēg (1437), où Thomas Hyde (1665) transcrit Danab AlGiedi dans sa . Johann Elert Bode (1801)s’en saisit sous la forme Dsanab el-djscheddi, qui reprend exactement la transcription du philologue Friedrich Wilhelm Lach (1796). Relevé sous la forme Deneb Algedi par Richard Allen (1899), le nom s’est communiqué sous cette forme au détriment de l’autre nom de cette étoile, Nashira.
Richard Allen (1899) relève dans certains catalogues du XIXe siècle la forme Sheddi , forme à laquelle on peut en ajouter une autre au XXe, Scheddi, relevée par Paul Kunitzsch.
Nashira est un second nom de Delta Carpricorni / δ Cap. Il vient de l’arabe سعد ناشرة Saᶜd Nāšira, « la Propice de Nashira », nom qui s’applique, dans le ciel arabe traditionnel, au couple γδ Cap, qui fait partie de la série des dix السعود « les Propices » qui marquent l’époque des pluies revivifiantes pour la nature, sachant qu’il peut être mis en rapport avec l’expression أرص ناشرة arḍ nāšira, qui se dit d’une « terre qui a bonne pâture » grâce à la pluie qui l’arrose. Le terme ناشرة Nāšira est lui-même porté comme nom d’homme apparaissant dans les inscriptions nord-arabiques et signifiant « celui qui revivifie, ressuscite », est, au départ, un nom théophore. 
Les étoiles du couple γδ Cap étant individualisées dans les catalogues tardifs, coexistent أوّل سعد ناشرة Awwal Saᶜd Nāšira, soit « la Première de Saᶜd Nāšira pour γ Cap et تالي سعد ناشرة Tālī Saᶜd Nāšira, soit « la Suivante de Saᶜd Nāšira » pour δ Cap, dans le catalogue d’al-Tīzīnī ‘l-Muwaqqit (1533). Thomas Hyde (1665) transcrit la Prima de Nâshira pour la 1re étoile et Sequens τῶ Nâshira pour la 2de dans le Supplément à son édition du یجِ سلطانی Zīğ-i Sulṭānī ou « Tables sultaniennes » d’Uluġ Bēg (1437). Giuseppe Piazzi s’en saisit pour affecter le nom Nashira Prima à γ Cap et Nashira Posterior à δ Cap. Richard Hinckley Allen (1899) réserve Deneb Algedi à δ Cap et ne conserve que Nashira pour γ Cap et , suivi en cela par l’UAI.
Dans le ciel traditionnel arabe est المحبّان al-Muḥibbān, « les Deux amis ». Dans son édition du traité d'al-Qazwīnī (XIIIe s.), Christian Ludwig Ideler (1806) transcrit ce nom El-muḥibbain (cas objet / accusatif), transcription El-Schâ, reprise par Richard Allen (1899). Mais ce nom n'est pas passé dans les catalogues internationaux. 
NB: Comme elle représente la queue "en forme de queue de poisson" d'une chèvre céleste, Deneb Algedi est astrologiquement flexible, associée à la fois avec la bonne et la mauvaise fortune.

## Propriétés
Delta Capricorni est un système binaire spectroscopique et à éclipses,. Ses deux composantes sont de magnitudes +3,2 et +5,2, et sont séparées l'une de l'autre de 0,0018 seconde d'arc. La primaire est une géante blanche de type A ainsi qu'une étoile Am. Son compagnon non résolu orbite avec δ Capricorni autour de leur centre de masse commun en 1,022768 jours, faisant décroître la luminosité de 0,2 magnitudes durant les éclipses.
Deux compagnons optiques ont également été détectés à proximité de δ Capricorni. L'étoile de 15e magnitude désignée δ Capricorni B est à une minute d'arc et l'étoile de 13e magnitude désignée δ Capricorni C est à deux minutes d'arc de la primaire. La distance entre la binaire δ Capricorni A et δ Capricorni C s'est fortement accrue entre 1826 et 1999.
Comme elle est proche de l'écliptique, δ Capricorni peut être occultée par la Lune, et également (mais rarement) par les planètes.